# Неопсихофизика
После Фехнера, психофизика неких 100 година није се много мењала, и није долазило до оповргавања његових радова већ су били и учвршћивани другим радовима (Урбан, Терстон)...  Око 1950. године настаје неопсихофизика, претежно у Америци, и претежно под утицајем бихејвиоризма.

## Теорија Стенли Смит Стивенса
Критиковањем Фехнеровске индиректне, и логаритамске психофизике, Стивенс објашњава да:
- Логаритамски однос не репрезентује увек психофизичку релацију.
- Логаритамска функција се постиже врло ретко, и само у одређеним условима снимања осетљивости, када се директно траже ЈНД.
- Другачији експериментални захтеви постављени испитанику, доводе до тога да крива која репрезентује осетљивост веома значајно одступа од логаритамског модела.

На основу свега овога Стивенс закључује:
Осетљивост се може мерити и директним поступцима, ако ,,пси скалу" изграђују субјективни судови о јачини сензације, најчешће нумерички дефинисани, тада линија осетљивости одговара степеној функцији. По Стивенсу, Фехнер греши у томе што:
- Сматра да су ЈНД (енг. just noticable difference) увек еквидисталне јединице пси скале.
- Психофизички однос третира само као однос два независна параметра, занемарује постојање трећег, физиолошког континуума између њих.

Стивенс систематише скале које се користе у психологији, и дефинише њихове метријске могућности:
- Номиналне(означавање)
- Ординалне(редослед)
- интервалне(интервали) и
- рацио(размере) скале

### Слух
Стивенс уводи и две субјективне скале код мерења у области слуха:
- Сон је скала субјективне јачине звука, 1 сон је означавао 40 dB и 1000 Hz
- Мел је скала субјективне висине звука, 1000 мела је означавало 1000 Hz и 60 dB.

### Сензорна величина
У проценама сензорне величине је тражио од испитаника да директно процене у бројевима колико им је интензиван неки доживљај:
- Пустио би испитанику један тон, и онда тражио од испитаника да процени колико сона има један тон
- Користио је и Манселове скале, где је питао испитанике које светлине је неки објекат (да процени које је светлине)

Испитаник се пита које су светлине унутрашњи квадрати, ове илузије симултаног контраста светлине, испитаник каже да је један 6 а други 7  Мансела (иако су светлине у квадратима идентичне). Субјективно је да је квадрат на црној позадини светлији (7) а квадрат на белој позадини(6) тамнији, и разлика је дакле од једног Мансела. Мансел је ефекат илузије.
У репродукцији сензорне величине је тражио од испитаника да направе(репродукују) стимулус тако да одговара том њиховом доживљају. Стивенс је користио и методу укрштених модалитета.

#### Експеримент са вибрацијом на кожи
Стави на кожу неки апарат који вибрира, и да испитаник изрази вибрацију преко шума који може да се чује, или да висину тона изрази светлином. Изражавање једног чулног модалитета другим. У испитивању два основна физиолошка процеса који чине чулну дискриминативност и детерминишу два психичка континуума, постоје по Стивенсу, три врсте сензорних мерења, три пута којима се трага за овим континууима:
- Скале разликовања, које одговарају фехнеровској психофизици: јединица скале се добија поступцима диференцирања величина, као што је то случај код ЈНД.
- Скале категорисања: разврставање величина по категоријама(од којих је најзпознатија бисекција) (овде се у најбољем случају постижу скале интервалног типа)
- Скале процењивања се добијају поступцима у којима се директно процењује сензорна величина.

Стивенс разликује четири посебна поступка, то јест методе које дају ове скале. Ради се о два смера мерења поступка и њиховом укрштању које даје типичан 2x2 модел. У једном смеру варира се област процењивања:
- (α) - Фракционисање, смер трагања одоздо-надоле. Делови дражи у одређеној размери прма једној, обично највећој стимулацији  задато је Ψ треба наћи стимулусе који дају Ψ/2, Ψ/3, Ψ/3, ... Ψ/н
- (β) - Мултипликација, смер трагања одоздо-нагоре величине осета на стимулусе више пута веће од једног почетног који је задат на задати Ψ, треба наћи стимулусе који дају 2Ψ, 3Ψ, ... нΨ.

Постоји и комбинована метода, где се тражи и фракција и мултипликација: Ψ/4, Ψ/2, 2Ψ, 4Ψ...
У другом смеру варира начин одговарања испитаника:
- (α) - Репродукција, налажење или продукцију дражи по задатом односу између сензорних величина. У фракционисању испитаник ће сам налазити сензорне дражи које одговарају по сензорном ефекту 1/3, 1/2... од задате дражи. У мултипликацији ће то бити налажење дражи које дају два пута, три пута... јачи осет у односу на онај који даје почетна стимулација.
- (β) - Процена подразумева изрицање нумеричких судова о односима међу сензорним величинама.

Испитаник процењује задате стимулусе према једном стандарду и однос међу интензитетима оста исказује бројем у фракционисању саопштењем на пример ,,1/3", у мултипликацији саопштењем ,,10 пута"... Укрштањем ова два смера добијају се четири основна поступка:
- Репродукција фракције
- Процена фракције
- Репродукција сензорне величине
- Процена сензорне величине

Оно што је опште у сва четири поступка је:
- Давање субјективног суда о величини сензације или простим нумеричким исказом или репродукцијом по задатом нумеричком односу.
- Сваку од три врсте психофизичког скалирања можемо употребити у мерењу осетљивости у истом модалитету, и скале разликовања, и скале категорисања, и скале процењивања.
- Скала кетегорисња обично иде мало конкавно надоле (објашњење за ово је, кажу истраживачи, то што се већи значај придаје подеоцима на доњем делу скале него на горњем).

Ове три врсте скала се другачије међусобно понашају у протетичком а другачије у метатетичком континууму:
- У метатетичком теже да буду линеарне у односу једна према другој.
- У протетичком је њихов однос нелинеаран.